# الناس العاديون (المرآة السوداء)
الناس العاديون (بالإنجليزية: Common People)‏ هي الحلقة الأولى في الموسم السابع من سلسلة الخيال العلمي المرآة السوداء . كتبتها بيشا ك. علي ومبتكر السلسلة ومديرها تشارلي بروكر، وأخرجتها آلي بانكيو، وعُرضت لأول مرة على نتفليكس في 10 أبريل 2025، مع بقية حلقات الموسم السابع.

## القصة
مايك، الموظف في مجال التصنيع، وأماندا، معلمة في مدرسة ابتدائية، متزوجان منذ سنوات عديدة ويحاولان إنجاب طفل من خلال زيارة الفندق الذي قضيا فيه شهر العسل. في أحد الأيام، أثناء التدريس، تصاب أماندا بصدمة وتفقد الوعي، ويتبين أنها تعاني من ورم دماغي يبدو غير قابل للجراحة. يتواصل مع مايك ممثلة من شركة "ريفرمايند تكنولوجيز" تُدعى غاينور، التي تقدم تقنية يمكن زراعتها في دماغ أماندا للسيطرة على الورم باستخدام اتصالات لاسلكية من خوادمهم. تقدم غاينور هذه الجراحة مجانًا، لكن تكاليف الحفاظ على الخدمة ستستهلك جزءًا كبيرًا من راتبيهما. يوافقان على ذلك.
في البداية، تبدو الخدمة فعالة، لكنها تتطلب من أماندا النوم أكثر من المعتاد. عندما يأخذ مايك أماندا إلى فندقهما المفضل للاحتفال بذكرى زواجهما، تصاب أماندا بنوبة أخرى؛ يعود بها مايك وسرعان ما تتحسن حالتها. تشرح غاينور أن خدمة ريفرمايند لها نطاق محدود حاليًا، لكن الترقية إلى فئة أعلى ستمكنها من استخدام شبكة أوسع. يختار مايك الترقية، فيعمل ساعات إضافية لجمع المزيد من الأموال. لاحقًا، تبدأ أماندا بإدراج إعلانات في حديثها اليومي، مما يتسبب في حادثة مع أحد أطفالها في المدرسة. تهدد المدرسة بطرد أماندا، وتشرح غاينور أن الإعلانات أصبحت جزءًا قياسيًا من الفئة الحالية، لكن فئة أغلى ستتخلص من الإعلانات. في الخفاء، يمول مايك التكلفة الإضافية باستخدام موقع "دام داميز"، حيث يجمع المستخدمون الأموال من خلال إيذاء أنفسهم أمام الكاميرا، ويبدأ مايك بذلك مرتديًا قناعًا لحماية هويته. علاوة على ذلك، تجد أماندا نفسها تنام لفترات أطول بكثير من الطبيعي وتشعر بإرهاق أكبر، وتفسر غاينور ذلك بأنه جزء من تحسينات النظام التي يمكن إزالتها مقابل دفع رسوم إضافية. يقبل مايك على مضض تحديًا في "دام داميز" يكشف فيه عن وجهه لفترة وجيزة أثناء أداء حركة خطرة.
في شهر العسل التالي، يشتري مايك بطاقة مؤقتة من ريفرمايند لتعزيز الرغبة الجنسية لأماندا، على أمل الحمل، لكن سلوكها يصبح مضطربًا. عند مراجعة غاينور، تشرح أن الحمل سيضيف تكاليف إضافية لريفرمايند، فيغادر الزوجان غاضبين. يكتشف مايك أن أحد زملائه في العمل شاهد أداءه في "دام داميز" ونشره في مكان العمل؛ يهاجم مايك الزميل، فيُطرد من عمله.
بعد عام، تُعاد أماندا إلى الخطة الأساسية جدًا من ريفرمايند، فتنام معظم اليوم وتتفوه بالإعلانات أثناء اليقظة. يتمكن مايك من تمويل 30 دقيقة من الوعي الطبيعي لأماندا، فتطلب منه أن يقتلها عندما لم تعد واعية. مع انتهاء الوقت، يخنق مايك أماندا، ثم يمد يده ليأخذ سكينًا.